# Bembecia nivalis
Bembecia nivalis is een vlinder uit de familie wespvlinders (Sesiidae), onderfamilie Sesiinae.
Bembecia nivalis is voor het eerst wetenschappelijk beschreven door Špatenka in 2001. De soort komt voor in het Palearctisch gebied.